# Downton Abbey (filme)
Downton Abbey (bra: Downton Abbey - O Filme; prt: Downton Abbey) é um filme anglo-estadunidense de 2019, do gênero drama histórico, escrito por Julian Fellowes, criador e produtor executivo da série televisiva de mesmo nome, e dirigido por Michael Engler. 
O filme continua o enredo da série, e conta com o retorno de grande parte do elenco original. O filme é ambientado em 1927, e mostra uma visita oficial feita pelo Rei e pela Rainha da Inglaterra à casa da família Crawley, na zona rural do condado de Yorkshire, Inglaterra. Quando a equipe real desce até Downton, um assassino também chega, e tenta matar o monarca. A família e os empregados são confrontados com a comitiva real, incluindo com a dama de honra da Rainha, que houvera se desentendido com os Crawley, especialmente a Condessa Viúva, por uma questão de herança.
Gareth Neame e Fellowes começaram a planejar uma adaptação para o cinema em 2016, pouco depois do término da série. O filme foi oficialmente confirmado em julho de 2018, e as filmagens começaram no final daquele mês, durando até novembro. O filme foi lançado no Reino Unido em 13 de setembro de 2019, e nos Estados Unidos em 20 de setembro de 2019. Em geral, o filme recebeu críticas positivas dos críticos e já arrecadou 113 milhões de dólares em todo o mundo.

## Elenco
- Hugh Bonneville como Robert Crawley, Conde de Grantham
- Elizabeth McGovern como Cora Crawley, Condessa de Grantham
- Michelle Dockery como Lady Mary Talbot
- Laura Carmichael como Edith Pelham, Marquesa de Hexham
- Maggie Smith como Violet Crawley, Condessa Viúva de Grantham
- Penelope Wilton como Isobel, Lady Merton
- Allen Leech como Tom Branson
- Jim Carter como Charles Carson
- Robert James-Collier como Thomas Barrow
- Phyllis Logan como Elsie Hughes
- Brendan Coyle como John Bates
- Joanne Froggatt como Anna Bates
- Lesley Nicol como Beryl Patmore
- Kevin Doyle como Joseph Molesley
- Sophie McShera como Daisy Mason
- Raquel Cassidy como Phyllis Baxter
- Michael C. Fox como Andy Parker
- Matthew Goode como Henry Talbot
- Harry Hadden-Paton como Bertie Pelham, 7.º Marquês de Hexham
- Douglas Reith como Richard, Lord Merton
- Geraldine James como Rainha Maria
- Simon Jones como Rei Jorge V
- Max Brown como Richard Ellis
- David Haig como Sr. Wilson
- Richenda Carey como Sra. Webb
- Tuppence Middleton como Lucy Smith
- Stephen Campbell Moore como Major Chetwode
- Kate Phillips como Princesa Maria
- Philippe Spall como Monsieur Courbet
- Imelda Staunton como Lady Maud Bagshaw
- Oliver & Zac Barker como Mestre George
- Fifi Hart como Miss Sybbie
- Eva & Karina Samms como Miss Marigold

## Produção

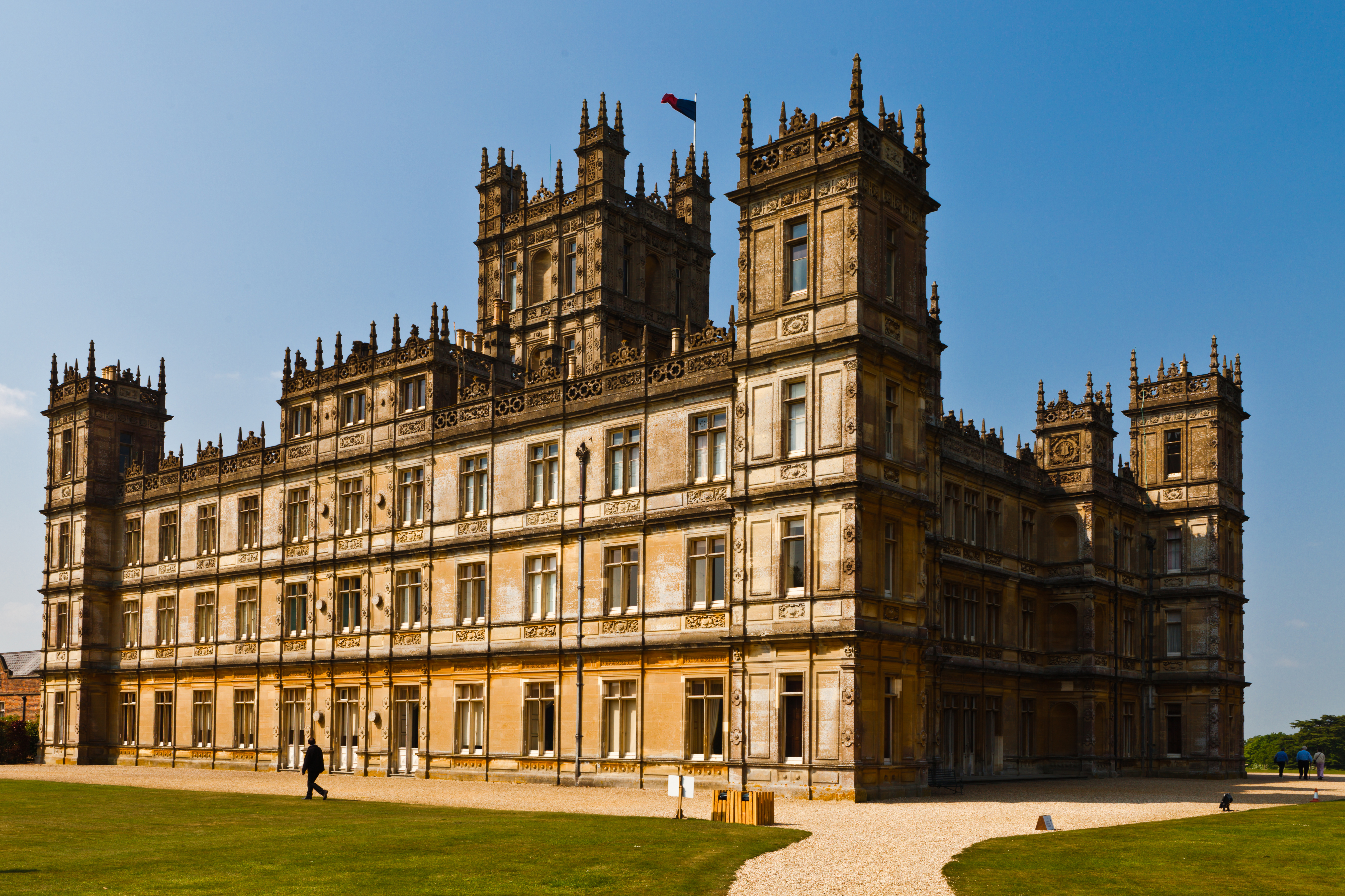
Castelo de Highclere, local usado como a propriedade fictícia de Downton Abbey.

### Desenvolvimento
A série de televisão original, Downton Abbey, terminou em março de 2016, após 52 episódios com seu episódio final passando-se na véspera de Ano Novo de 1925. Em abril de 2016, foi revelado que uma adaptação cinematográfica estava sendo pensada, com Julian Fellowes trabalhando no esboço de um enredo. Um roteiro foi distribuído aos membros do elenco original no início de 2017.
Em 13 de julho de 2018, os produtores confirmaram que um filme de longa-metragem seria produzido, com a produção começando em meados de 2018. O roteiro foi escrito por Fellowes, com Brian Percival como provável diretor; os produtores incluem Fellowes, Gareth Neame e Liz Trubridge. O filme será distribuído pela Focus Features e pela Universal Pictures International.
No final de agosto de 2018, foi relatado que Percival havia deixado o cargo de diretor e que Michael Engler assumira o cargo. Percival, além de Nigel Marchant, viria a ser um produtor executivo.
O enredo do filme é baseado em uma verdadeira viagem feita pela realeza britânica a Wentworth Woodhouse em 1912, a fim de demonstrar a importância da monarquia. A propriedade em si foi usada como parte dos locais de filmagem por causa das histórias relacionadas a essa história.

### Escolha do elenco
Foi confirmado que membros do elenco original, incluindo Hugh Bonneville, Elizabeth McGovern, Michelle Dockery, Laura Carmichael e Maggie Smith, retornariam em seus papéis originais da série, com Joanne Froggatt confirmando sua participação em um anúncio separado. A atriz Lily James, que interpretara Lady Rose MacClare, afirmou que não reprisaria seu papel no filme, assim como fez Ed Speleers, que fazia o papel do lacaio James Kent.
Um anúncio de agosto de 2018 indicou que os atores Imelda Staunton, Geraldine James, Tuppence Middleton, Simon Jones, David Haig, Kate Phillips e Stephen Campbell Moore também comporiam o elenco do filme. Embora não apareçam no trailer, os produtores disseram à imprensa que Simon Jones e Geraldine James interpretam o Rei e a Rainha, respectivamente, enquanto David Haig apareceria como o mordomo do Rei.
Em setembro de 2018, foi confirmado que Matthew Goode, que interpretara o marido de Lady Mary, Henry Talbot, na temporada final, apareceria apenas brevemente devido a outros compromissos, enquanto Jim Carter, Brendan Coyle, Kevin Doyle, Harry Hadden-Paton, Rob James-Collier, Allen Leech, Phyllis Logan, Sophie McShera, Lesley Nicol e Penelope Wilton reviveriam seus respectivos papéis, com Max Brown se juntando ao elenco, em um novo papel não revelado.

### Figurinos
Os figurinos foram desenhados por Anna Mary Scott Robbins, trabalhando com John Bright, da companhia de figurinos COSPROP, em Londres, especializada em figurinos históricos, de época. A empresa possui algumas roupas originais da Rainha Maria, que foram estudadas para obter detalhes da construção. O traje da Rainha Maria, feito por Geraldine James, foi construído usando material de um dos vestidos originais da Rainha. Para a cena do baile, Michelle Dockery e Elizabeth McGovern usaram vestidos vintage aos quais foram adicionados outros trabalhos e enfeites. O vestido de gala francês com miçangas de Dockery teve que ter todas as miçangas medidas à mão até o chão. Enquanto Michelle Dockery usa cristais Swarovski em sua tiara, a personagem de Dama Maggie Smith, a Condessa Viúva, está usando uma tiara de platina do século XIX, com 16,5 quilates de diamantes reais da Bentley & Skinner de Piccadilly, joalheiros por nomeação Real. O vestido de baile de Smith foi encontrado em uma loja vintage em Paris, e tingido de turquesa à lilás.

### Filmagens
A fotografia principal começou em Londres no final de agosto de 2018. Em 20 de setembro, algumas filmagens estavam em andamento no Castelo de Highclere, Hampshire, Inglaterra, o qual havia sido o principal local de gravação da série de televisão. Também em setembro, filmagens estavam em andamento em Lacock, Wiltshire, na Inglaterra, com Dame Maggie Smith, Hugh Bonneville, Elizabeth McGovern e Michelle Dockery, bem como dois novos membros do elenco, Imelda Staunton (esposa de Jim Carter) e Geraldine James; as cenas filmadas em Lacock incluíram uma celebração com cavalos da Artilharia Real Britânica. As filmagens foram concluídas em novembro de 2018.

## Trilha sonora
Downton Abbey: Original Motion Picture Soundtrack é o álbum da trilha sonora do filme de mesmo nome, lançado em 13 de setembro de 2019, em CD, download digital e LP, pela Decca Gold, Decca Records e Universal Music Canada.
A trilha foi composta por John Lunn, conduzida e orquestrada por Alastair King, editada por Mark Willsher, e executada pela Orquestra de Câmara de Londres, com música adicional composta por Chris Egan e preparada por Tristan Noon, enquanto a música para o trailer do filme foi composta por David James Rosen. 
Todas as músicas compostas por John Lunn.
| N.º            | Título                         | Duração |  |
| 1.             | "A Royal Command"              | 4:49    |  |
| 2.             | "Pillar of the Establishment"  | 1:48    |  |
| 3.             | "Gleam and Sparkle"            | 2:48    |  |
| 4.             | "God Is a Monarchist"          | 3:02    |  |
| 5.             | "Two Households"               | 5:00    |  |
| 6.             | "Incident at a Parade"         | 2:57    |  |
| 7.             | "Sabotage"                     | 3:33    |  |
| 8.             | "Maud"                         | 1:28    |  |
| 9.             | "Honour Restored"              | 2:39    |  |
| 10.            | "Never Seen Anything Like It"  | 2:27    |  |
| 11.            | "Not Entirely a Bad Night"     | 2:59    |  |
| 12.            | "May I?"                       | 3:08    |  |
| 13.            | "Taking Leave"                 | 2:26    |  |
| 14.            | "Resolution"                   | 2:15    |  |
| 15.            | "You Are the Best of Me"       | 2:44    |  |
| 16.            | "Sunset Waltz"                 | 3:51    |  |
| 17.            | "One Hundred Years of Downton" | 5:13    |  |
| Duração total: | Duração total:                 | 53:07   |  |

## Lançamento
Um livro e guia complementar para o longa-metragem foi disponibilizado para pré-venda em agosto de 2019, a ser lançados em 17 de setembro, o qual apresenta uma visão dos bastidores da produção do filme. O filme foi lançado na Austrália em 12 de setembro de 2019, no Reino Unido em 13 de setembro de 2019, e nos Estados Unidos em 20 de setembro de 2019, tendo estreado na Leicester Square, em Londres, Inglaterra, em 9 de setembro de 2019.

## Recepção

### Bilheteria
Downton Abbey havia faturado 96,9 milhões de dólares nos Estados Unidos e Canadá, e 97,8 milhões de dólares em outros territórios, totalizando um faturamento mundial de 194,7 milhões de dólares.
Várias semanas antes de seu lançamento nos Estados Unidos, a Fandango anunciou que as vendas antecipadas de ingressos do primeiro dia de Downton Abbey estavam à frente de todos os outros dramas adultos de 2019, incluindo Once Upon a Time in Hollywood (estreia de 41,1 milhões de dólares em julho). Uma semana antes de seu lançamento, o filme realizou exibições antecipadas, onde faturou 2,2 milhões de dólares. No geral, foi originalmente projetado que ele arrecadaria 16–25 milhões de dólares de 3076 cinemas em seu fim de semana de estreia. Após faturar 13,8 milhões de dólares em seu primeiro dia, incluindo 2,1 milhões nas pré-estreias de quinta à noite, as estimativas foram aumentadas para 31 milhões de dólares. O filme estreou com um faturamento de 31 milhões de dólares, liderando as bilheterias e tornando-se a maior estreia na história da Focus Features. O filme faturou 14,5 milhões de dólares em seu segundo final de semana, ficando em segundo lugar nas bilheterias, atrás do estreante Abominable.

### Crítica
No agregador de críticas Rotten Tomatoes, o filme possui uma taxa de aprovação de 85%, com base em 169 críticas, com uma pontuação média de 6,83/10. O consenso dos críticos do site diz: "Downton Abbey destila muitos dos ingredientes que tornaram o programa um favorito duradouro, recebendo de volta os fãs para uma recepção adequadamente resplandente". O Metacritic, que usa uma média ponderada, atribuiu ao filme uma pontuação de 64 de 100, com base em 38 críticos, indicando "no geral, críticas favoráveis". O público consultado pela CinemaScore, uma empresa de pesquisa cinematográfica, atribuiu ao filme uma nota média de "A" numa escala de A+ a F, enquanto os consultados pela PostTrak atribuíram uma média de 4,5 de 5 estrelas e 72% de "com certeza recomendaria".
June Thomas, escrevendo para a revista eletrônica Slate, elogiou o filme, escrevendo: "O enredo do filme Downton Abbey é brilhante, não tanto porque ser surpreendente, mas porque permite que todos os membros do elenco façam o que esperamos deles". Em uma reação mais morna, Peter Bradshaw, escrevendo para o The Guardian, disse: "O filme Downton Abbey não é tão espetacularmente repleto de estrelas quanto Gosford Park, mas tem sua parcela de talentos de primeira categoria: Maggie Smith, claro, como a Condessa Viúva de Grantham, Hugh Bonneville como Lorde Grantham (distraidamente acariciando sua retriever no café da manhã) - há também Imelda Staunton em um novo papel e Jim Carter como o ex-mordomo de largas sobrancelhas Sr. Carson. Todos são muito subutilizados".

### Cultura popular
O elenco e a equipe foram incluídos em um pequeno segmento de entrevista na televisão pública PBS, em 20 de setembro de 2019, em reconhecimento à influência que o filme e a série tiveram na cultura popular americana. 

## Sequência
Após o lançamento do filme, o criador Julian Fellowes e o elenco declararam que já tinham ideias para fazer uma sequência.
Em 19 de abril de 2021, foi anunciado que a sequência, intitulada Downton Abbey 2, já estava em produção, contando com o retorno de todo o elenco original, além dos recém-chegados Hugh Dancy, Laura Haddock, Nathalie Baye, e Dominic West. Engler não retornará como diretor, com Simon Curtis substituindo-o. O filme será lançado em 22 de dezembro de 2021.